# Muharrem İnce
Muharrem İnce (Elmalık, 4 maggio 1964) è un politico, scrittore e insegnante turco, fondatore e leader del Partito della Patria (in turco Memleket Partisi).
È stato deputato per Yalova nella Grande Assemblea Nazionale dal 2002 al 2018, leader del Partito Popolare Repubblicano (CHP) dal 2010 al 2014, nonché candidato del CHP alle elezioni presidenziali del 24 giugno 2018, dove è stato sconfitto da Erdoğan al primo turno.

## Biografia

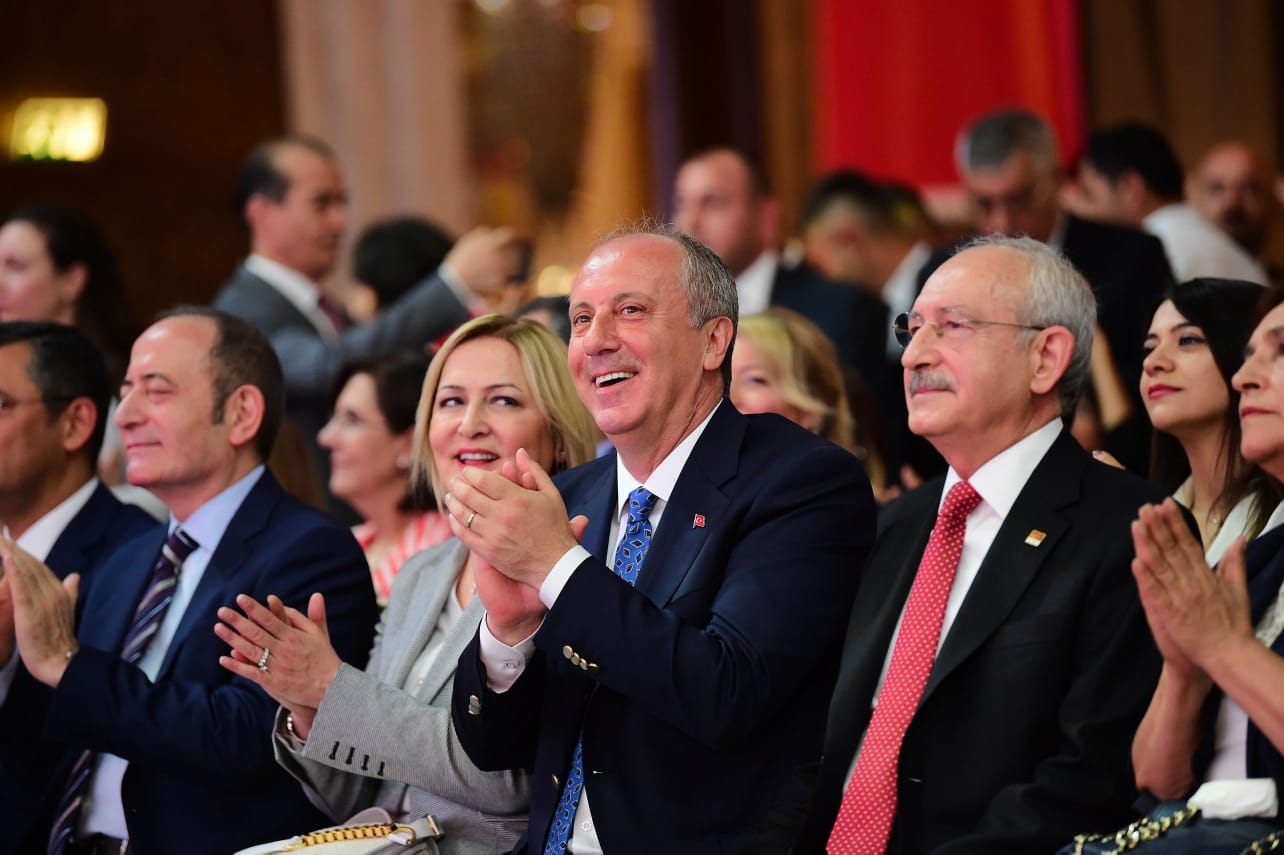
Muharrem İnce al lancio del manifesto del CHP, il 26 maggio 2018. Alla sua sinistra Kemal Kılıçdaroğlu.

Muharrem İnce, figlio di Zekiye e Şerif İnce, è nato a Elmalık nella provincia di Yalova; i suoi nonni paterni erano originari di Salonicco nella Macedonia greca, mentre i suoi nonni materni erano originari della città nord-orientale di Rize, situata sul Mar Nero. İnce ha conseguito la laurea in fisica e chimica all'Università di Balıkesir, e come insegnante di chimica e fisica, ha insegnato in numerose scuole superiori e scuole private (in turco Dershane) in tutto il Paese. È stato inoltre preside di una scuola. È stato anche addetto stampa del club calcisticoYalovaspor e presidente provinciale dell'Associazione per la promozione delle idee di Atatürk (in turco Atatürkçü Düşünce Derneği, ADD)
Nelle elezioni parlamentari turche del 2002, İnce è stato eletto membro della Grande Assemblea Nazionale per il CHP come deputato di Yalova. È stato rieletto alle elezioni del 2007. Nelle elezioni parlamentari in Turchia del 2011 e in quelle del giugno e del novembre 2015, è stato nuovamente confermato in carica con un'ampia maggioranza.
İnce è stato leader del gruppo parlamentare del CHP dal 2010 al 2014. Ha presieduto anche la commissione parlamentare per l'Educazione nazionale, la Cultura, i Giovani e lo Sport. Inoltre, è membro dell'Assemblea parlamentare dei Paesi di lingua turca (in turco Türk Dili Konuşan Ülkeler Parlamenter Asamblesi) in rappresentanza della Turchia. Inoltre, è diventato presidente della Atatürkçü Düşünce Derneği.
È noto per i suoi discorsi spiritosi, che sono tra i video di politica turca più cliccati su internet. İnce ha avuto un ruolo importante nelle Elezioni locali in Turchia del 2014, in cui il CHP è uscito vincitore a Yalova. Le elezioni sono state ripetute, ma anche in questo caso il CHP ha vinto. Per due volte İnce si è candidato alla guida del CHP, ma è stato sconfitto dal suo collega di partito Kemal Kılıçdaroğlu..

### Elezioni generali del 2018
All'inizio di maggio 2018, il CHP lo ha designato come suo candidato alle elezioni presidenziali del 24 giugno 2018. Quattro partiti dell'opposizione turca - il CHP (kemalista), il Buon Partito (nazionalista di destra), il Partito Saadet (islamista) e il Partito Democratico (conservatore) - avevano precedentemente formato l'Alleanza della Nazione (in turco Millet İttifakı) per le elezioni parlamentari, ma non si erano accordati su un candidato comune per le elezioni presidenziali. İnce, tuttavia, è stato sconfitto dal presidente uscente Erdoğan al primo turno: quest'ultimo ha ricevuto il 52.6% dei voti, contro il 30.64% di İnce.

### Fondazione del Memleket Partisi
Al congresso del partito del 2018 egli si è candidato per la presidenza del partito contro il presidente Kemal Kılıçdaroğlu, ma è stato sconfitto. Da tempo considerato un critico del vertice del CHP, nel settembre 2020 İnce ha fondato il movimento politico Memleket Hareketi ("Movimento per la patria"), con il quale ha girato la Turchia. Nel gennaio 2021, İnce ha annunciato di aver lasciato il CHP e il 17 maggio 2021 è stato ufficialmente fondato il Memleket Partisi.

### Elezioni generali del 2023
Nel febbraio 2023, Ince ha annunciato che il suo partito stava discutendo un'alleanza elettorale con il Partito della Sinistra Democratica, il Partito della Vittoria, il Partito della Verità e il Partito della Giustizia per le elezioni generali turche del 2023. Il 6 marzo 2023, Ince ha abbandonato le trattative per l'alleanza a quattro inviando un messaggio al loro gruppo WhatsApp.
Muharrem İnce ha annunciato la sua candidatura alle elezioni presidenziali previste per il 14 maggio 2023. Affinché la candidatura di İnce fosse ufficializzata, tra il 22 e il 27 marzo 2023 dovevano essere raccolte le firme di centomila elettori. İnce ha superato le centomila firme il 25 marzo 2023.
Ince si è ritirato dalle elezioni presidenziali l'11 maggio, a 3 giorni dal voto, destando parecchio stupore nell'opinione pubblica, sia per un video hard (poi dimostratosi un falso) con cui sarebbe stato ricattato, e sia per il fatto che la sua candidatura avrebbe tolto indubbiamente voti a Kemal Kılıçdaroğlu, di conseguenza senza Ince tra i candidati ci sarebbe stata più probabilità di essere eletto per il candidato leader del CHP.

## Vita privata
İnce è sposato con Ülkü İnce, insegnante, e ha un figlio.

## Opere
- Buyurun Sayın İnce ("Prego, egregio Signor İnce"). Ankara: Sobil Yayıncılık, 2012. ISBN 978-9944-27-140-0[15]
- Diren Demokrasi ("Democrazia, resisti"), 2018